# Harry Benjamin Wolf
Harry Benjamin Wolf (ur. 16 czerwca 1880 w Baltimore, Maryland, zm. 17 lutego 1944 w Baltimore, Maryland) – amerykański prawnik i polityk, członek Partii Demokratycznej. W latach 1907–1909 był przedstawicielem trzeciego okręgu wyborczego w stanie Maryland w Izbie Reprezentantów Stanów Zjednoczonych.